# Meisje in het bos
Meisje in het bos (Girl in White in the Woods) is een schilderij van de Nederlandse kunstschilder Vincent van Gogh, in olieverf op doek, 39 bij 59 centimeter groot. Het werd geschilderd in augustus 1882 te Den Haag en toont een meisje in een bos met herfstkleuren. Het schilderij is in het bezit van het Kröller-Müller Museum.
Van Gogh schreef over het werk in een brief aan zijn broer Theo van Gogh gedateerd op 20 augustus 1882:

De andere studie uit het bosch is van groote groene beukestammen op een grond met dorre blaren en een figuurtje van een meisje in ’t wit. Daar was de groote moeielijkheid het helder te houden en lucht te brengen tusschen de stammen die op verschillende distantie staan – en de plaats en relatieve dikte van die stammen veranderd door de perspectief. Te maken enfin dat men er in ademen en rondwandelen kan – en het bosch ruikt.

## Schetsen

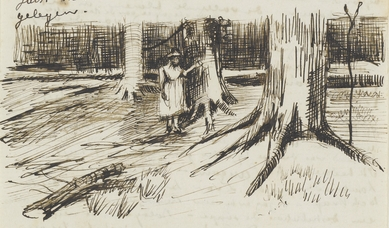